# Перфильев, Степан Васильевич (1796)
Степан Васильевич Перфильев (1796—1878) — русский государственный, военный и общественный деятель, генерал от кавалерии (1860).

## Биография
Сын Василия Фёдоровича Перфильева, родился в 1796 году. В 1812 году после окончания Пажеского Его Величества корпуса произведён в подпоручики гвардии и выпущен в Гренадерский лейб-гвардии полк. Участник Отечественной войны. В 1813 года поручик гвардии Павловского лейб-гвардии полка. В 1816 году произведён в штабс-капитаны гвардии, в 1817 году в капитаны гвардии, в 1821 году в полковники гвардии. С 1823 года в отставке.
В 1831 году произведён в действительные статские советники с назначением Рязанским губернатором. С 20 января 1836 года на военной службе с переименованием в генерал-майоры и с назначением начальником 2-го округа Отдельного корпуса жандармов; 23 марта 1847 года был произведён в генерал-лейтенанты.
С 1849 года председатель частных собраний Московского попечительского совета общественного призрения и попечитель Московской Преображенской богадельни. В 1860 году произведён в генералы от кавалерии. С 1867 года почётный опекун Опекунского совета Учреждений императрицы Марии Фёдоровны. С 1868 года председатель Московского опекунского совета, попечитель Московского коммерческого училища, член советов Александровского училища и Московского училища ордена Святой Екатерины.
Умер 1 (13) февраля 1878 года. Похоронен на Ваганьковском кладбище.

## Награды
- орден Св. Станислава 1-й ст. (1833)[2]
- орден Св. Анны 1-й ст. (1835)
- орден Св. Владимира 2-й ст. (14.04.1840)
- Императорская корона к Ордену Святой Анны 1-ст. (1845)
- орден Св. Георгия 4-й ст. за 25 лет службы (26.11.1848)
- орден Белого орла (1849)
- орден Святого Александра Невского (1856)
- Знак отличия за XL лет беспорочной службы (1858)
- Бриллиантовые знаки к ордену Святого Александра Невского (1870)
- орден Святого Владимира 1-ст. (1875)

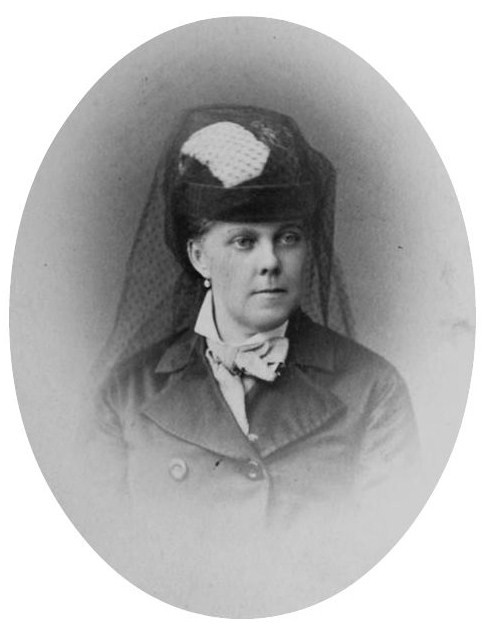
Варвара Перфильева

## Семья
Первая жена — Прасковья Семеновна Осипова (ум. 13.12.1826), дочь отставного поручика Семена Ефремовича Осипова. Умерла через двенадцать дней после рождения своего единственного сына:
- Василий (1826—1890), тайный советник, московский губернатор, приятель Л. Н. Толстого.

Вторая жена (с 15.07.1832; Кострома) — Анастасия Сергеевна Ланская (1813—1891), дочь министра внутренних дел С. С. Ланского от его брака с княжной В. И. Одоевской. По отзыву современников, обладала довольно резким голосом и прекрасным французским языком, которому её научил гувернер-француз Этьен. Воспитывалась подругой матери Марьей Аполлоновной и была очень популярна в Москве. Её ум, энергичный, смелый характер с отзывчивым сердцем имели притягательную силу и внушали общее уважение. С 22 июля 1872 года кавалерственная дама ордена Св. Екатерины (меньшого креста). У Анастасии Сергеевны хранились письма фрейлины Марии Волковой, адресованные её матери; переведенные и напечатанные в «Вестнике Европы» в 1874 и 1875 годах они дали богатый материал для характеристики московского общества того времени, так называемой «Грибоедовской Москвы». В 1884 году Перфильева передала в Петербургскую публичную библиотеку архив князя В. Одоевского, который унаследовала после смерти его жены. В браке имела детей:
- Сергей (1836—1909), тайный советник, почётный опекун.
- Степан (04.10.1837[4]— ?)
- Варвара (1840? — 05.11.1890), фрейлина двора, часто упоминается в дневниках Толстого как «Варенька», замужем не была.
- Николай (09.05.1841[5]—19.08.1842), умер от колотья.
- Александр (1846—14.09.1907[6]), умер в Москве от кровоизлияния, похоронен на Ваганьковском кладбище.
- Степан (1849—1894), действительный статский советник, директор почтового департамента Министерства Внутренних Дел.